# Murray Leinster
Murray Leinster, pseudonimo di William Fitzgerald Jenkins (Norfolk, 16 giugno 1896 – Gloucester, 8 giugno 1975), è stato un autore di fantascienza statunitense.

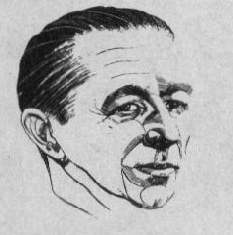

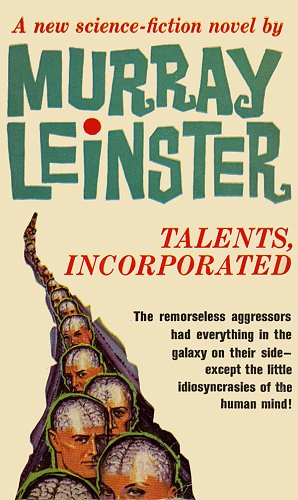
L'Anonima Talenti (Talents, Incorporated, Avon, 1962) di Murray Leinster.

Ha avuto una lunghissima carriera, pubblicando storie fantascientifiche dalla fine degli anni dieci, durante e dopo l'epoca d'oro della fantascienza e fino agli anni sessanta. Gli è attribuita l'invenzione di un tema classico della fantascienza, gli universi paralleli.

## Biografia
Leinster iniziò la sua carriera come scrittore freelance prima della prima guerra mondiale dedicandosi al genere "pulp". Pubblicò la sua prima storia di fantascienza, Il grattacielo impazzito (The Runaway Skyscraper), nel 1919 (successivamente ripubblicata nel 1926 sulla rivista di Hugo Gernsback Amazing Stories). All'inizio della sua carriera pubblicò anche alcuni gialli (tra il 1930 e il 1935, soprattutto col nome di Will F. Jenkins), western (sempre come Will F. Jenkins) e persino due romanzi rosa (con lo pseudonimo di Louisa Carter Lee). Dagli anni trenta in poi continuò a pubblicare diverse altre opere fantascientifiche, che lo resero uno degli scrittori più noti del genere. 
A Leinster è attribuita l'invenzione del concetto di universi paralleli: quattro anni prima de La legione del tempo (The Legion of Time) di Jack Williamson, pubblicò il racconto Bivi nel tempo (Sidewise in Time) nel numero di giugno del 1934 della rivista Astounding Stories. L'espediente narrativo influenzò nel lungo periodo molti autori fino a diventare un classico soggetto fantascientifico.
Leinster fu uno dei pochi autori degli anni trenta a restare in attività nell'era di John W. Campbell, quando gli standard di qualità delle storie maturarono rispetto all'epoca pionieristica della fantascienza. La sua ultima storia sulla rivista Analog apparve nel 1966.

## Opere
(per le opere tradotte è indicata la prima edizione in italiano)

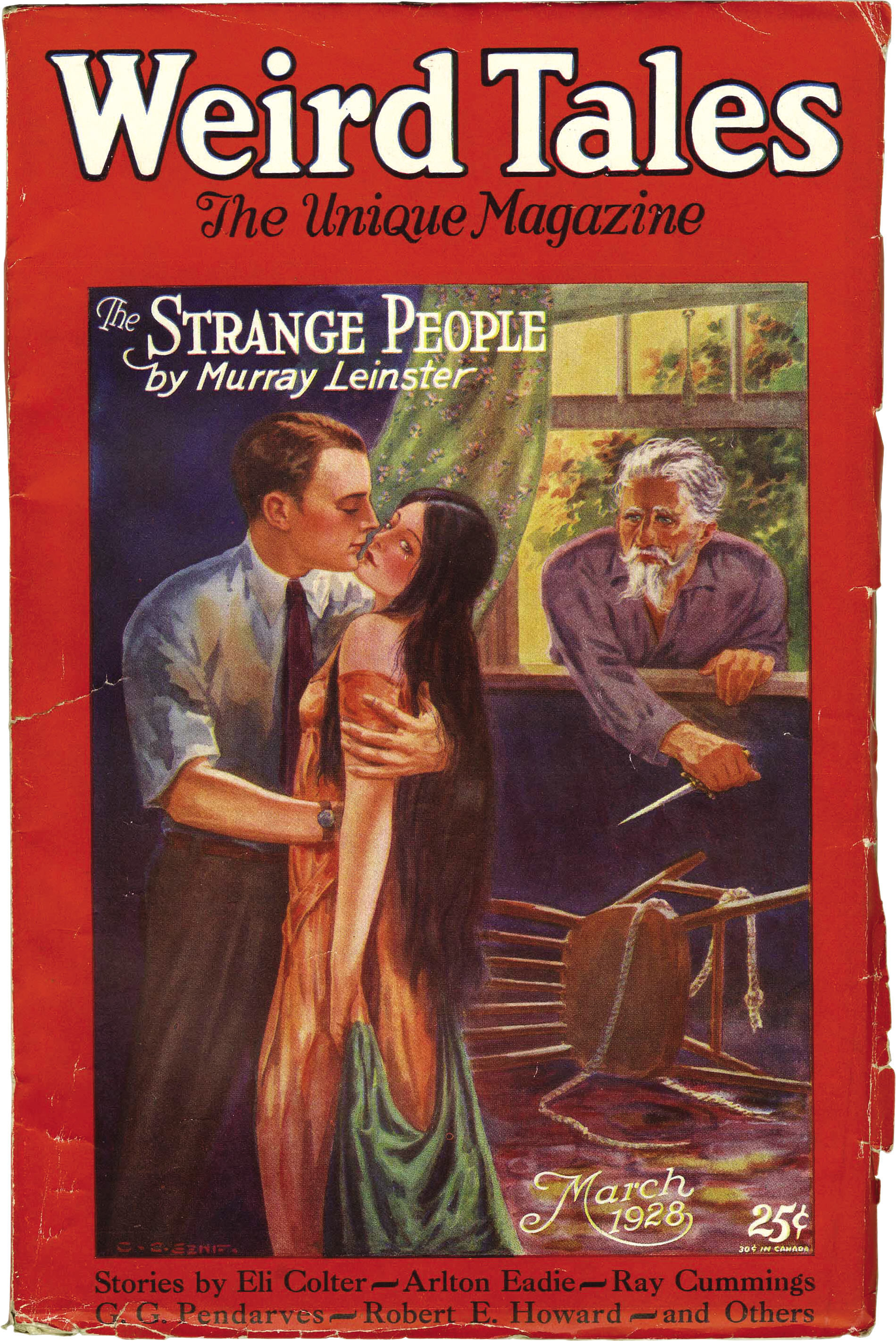
Copertina della rivista pulp Weird Tales (marzo 1928, vol. 11, n. 3) con The Strange People di Murray Leinster. Illustrazione di C. C. Senf.

### Romanzi

#### Estremo Oriente
Sword of Kings, John Long, 1933.

#### Gialli
- Scalps, Brewer & Warren, 1930 (noto anche come Wings of Chance)
- Murder Madness, Brewer & Warren, 1931; edito originariamente a puntate in Astounding, maggio - agosto 1930.
- Murder Will Out (come Will F. Jenkins), John Hamilton, 1932.
- No Clues (come Will F. Jenkins), Wright & Brown, 1935.
- Murder in the Family (come Will F. Jenkins), John Hamilton, 1935; apparso originariamente in Complete Detective Novels, aprile 1934.
- The Man Who Feared (come Will F. Jenkins), Gateway, 1942; edito originariamente a puntate in Detective Fiction Weekly, agosto 9–30, 1930.

#### Rosa
come Louisa Carter Lee
- Her Desert Lover, Chelsea House 1925.
- Love and Better: A Love Story, Chelsea House 1931.

#### Fantascienza

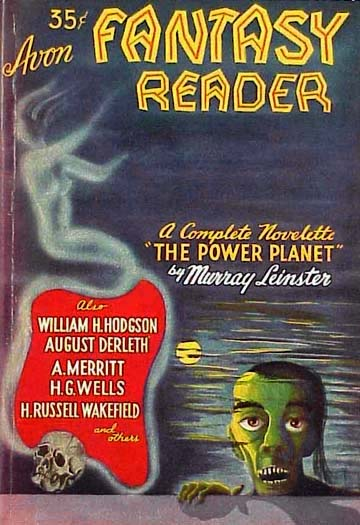
Copertina della rivista Avon Fantasy Reader n. 1 (1947) con The Power Planet di Murray Leinster.

- Dopo l'apocalisse (The Laws of Chance, Startling Stories, marzo 1947); Urania n.5, Arnoldo Mondadori Editore, 1953
- Sterminio "A" (The Murder of the U.S.A., come Will F. Jenkins, Crown, 1946); Galassia n.1, ed. La Galassia, 1953.
- Il pianeta fantasma (The Ghost Planet, 1948); in [Quando appare l'invisibile], Nova SF* a. XX (XXXVIII) n. 64 (106), Perseo Libri, 2004 (romanzo breve)
- Fight for Life, Crestwood, 1949.
- Piattaforma spaziale (Space Platform, Shasta Publishers, febbraio 1953). Ed.it. I Romanzi del Cosmo n.1, Ponzoni Editore, 1957
- Space Tug, Shasta Publishers, 1953
- La Galassia Nera (The Black Galaxy, Galaxy, 1954; apparso originariamente in Startling Stories, marzo 1949). Ed.it. Slan. Il Meglio della Fantascienza n.60, Libra Editrice, 1981
- Gateway to Elsewhere, Ace, 1954; apparso originariamente come Journey to Barkut su Startling Stories, gennaio 1952.
- The Brain-Stealers, Ace, 1954; apparso originariamente come The Man in the Iron Cap su Startling Stories, novembre 1947.
- La chiave dello spazio (Operation: Outer Space, Fantasy Press, 1954). Ed.it. Al di là del sole, Cosmo 6, Ponzoni Editore, 1957
- Il pianeta dimenticato (The Forgotten Planet, Ace, 1954). Ed.it. Urania n.88, Mondadori, 1955; seconda edizione in  Urania Collezione n° 171 , Mondadori,  2017
- L'alchimista dilettante (The Amateur Alchemist, Thrilling Wonder Stories, 1954); in AA VV, L'alchimista dilettante (antologia), Nova SF* a. XVIII (XXXVI) n. 52 (94), Perseo Libri, 2002 (romanzo breve)
- L'altra dimensione (The Other Side of Here, Ace, 1955; apparso originariamente a puntate come The Incredible Invasion in Astounding Stories, agosto - dicembre 1936); Urania n.99, Mondadori 1955
- La città sulla Luna (City on the Moon, Avalon, 1957); Gli esploratori dello spazio n.5, Editrice Romana Periodici, 1962
- Questo è un Gizmo (War with the Gizmos, Fawcett, 1958); Urania n.284, Mondadori, 1962
- I tre della stella nera (Four from Planet 5, Fawcett, 1959; apparso originariamente come Long Ago, Far Away in Amazing Stories, settembre 1959); Urania n.348
- L'orrore di Gow Island (The Monster from Earth's End, Fawcett, gennaio 1959); Urania n.425, Arnoldo Mondadori Editore, 1966
- L'arma mutante (The Mutant Weapon, Ace, 1959; apparso originariamente come Med Service in Astounding, agosto 1957); Altair Fantascienza n.3, Editrice Il Picchio, 1976
- I pirati di Zan (The Pirates of Zan), Ace, 1959; apparso originariamente a puntate come The Pirates of Ersatz in Astounding, febbraio - aprile 1959); Galassia n.90
- Men Into Space, Berkley, 1960; trasposizione letteraria della serie televisiva omonima.
- Asteroide abbandonato (The Wailing Asteroid), Avon, dicembre 1960); Urania n.289 e n.638, Classici Urania n.67
- L'incubo sul fondo (Creatures of the Abyss, Berkley, 1961; noto anche come The Listeners); Urania n. 294, Mondadori, 1962; Classici Urania n.77, Mondadori, 1983
- Il mondo proibito (This World is Taboo, Ace, 1961; apparso originariamente come Pariah Planet in Amazing Stories, luglio 1961); Saturno. Collana di fantascienza n.13, Libra Editrice, 1978
- Sbarco nel cratere (Operation Terror, Berkley, 1962); Urania n.325, Mondadori, 1964
- L'Anonima Talenti (Talents Incorporated, Avon, 1962); Cosmo Argento n.13, Mondadori,
- Spaceman (The Other Side of Nowhere, Berkley, maggio 1964; apparso originariamente a puntate come Spaceman in Analog, marzo - aprile 1964); Urania n.347, Mondadori, 1964
- Il tunnel (Time Tunnel, Pyramid, luglio 1964); Urania n.468, Mondadori, 1967
- La terra degli Uffts o I duplicatori (The Duplicators, Ace, 1964; apparso originariamente come Lord of the Uffts in Worlds of Tomorrow, febbraio 1964); Urania n.339, Mondadori, 1964
- I Greks portano doni (The Greks Bring Gifts, Macfadden, 1964); Urania n.695, Mondadori, 1976
- Il pianeta del tesoro (Invaders of Space, Berkley, dicembre 1964); Urania n.389, Arnoldo Mondadori Editore, 1965
- Tunnel Through Time, Westminster Press, 1966.
- Eroi su commissione (Space Captain, Ace, 1966; apparso originariamente a puntate come Killer Ship in Amazing Stories, ottobre - dicembre); Galassia n.71, ed. La Tribuna, 1966
- Checkpoint Lambda, Berkley, 1966; apparso originariamente a puntate come Stopover in Space in Amazing Stories, giugno - agosto 1966.
- Miners in the Sky, Avon, aprile 1967.
- Space Gypsies, Avon, giugno 1967.
- The Time Tunnel, Pyramid, gennaio 1967. Trasposizione letteraria della serie televisiva.
- The Time Tunnel: Timeslip!, Pyramid, luglio 1967. Trasposizione letteraria della serie televisiva.
- Land of the Giants, Pyramid, settembre 1968. Trasposizione letteraria della serie televisiva.
- Land of the Giants 2: The Hot Spot, Pyramid, aprile 1969. Trasposizione letteraria della serie televisiva.
- Land of the Giants 3: Unknown Danger, Pyramid, settembre 1969. Trasposizione letteraria della serie televisiva.

#### Western
- The Gamblin' Kid (come Will F. Jenkins), A.L. Burt, 1933; apparso originariamente in Western Action Novels, marzo 1937.
- Mexican Trail (come Will F. Jenkins), A.L. Burt, 1933.
- Outlaw Sheriff (come Will F. Jenkins), King, 1934.
- Fighting Horse Valley (come Will F. Jenkins), King, 1934.
- Kid Deputy (come Will F. Jenkins), Alfred H. King, 1935; edito originariamente a puntate in Triple-X Western, febbraio - aprile 1928.
- Black Sheep (come Will F. Jenkins), Julian Messer, 1936.
- Guns for Achin (come Will F. Jenkins), Wright & Brown, 1936; apparso originariamente in Smashing Novels, novembre 1936.
- Wanted Dead or Alive!, Quarter Books, 1949; edito originariamente a puntate in Triple-X Magazine, febbraio - maggio 1929.
- Outlaw Guns, Star Books, 1950.
- Son of the Flying 'Y' (come Will F. Jenkins), Fawcett, 1951.
- Cattle Rustlers (come Will F. Jenkins), Ward Lock, 1952.
- Dallas (come Will F. Jenkins), Fawcett, 1950. Trasposizione letteraria della sceneggiatura di John Twist.

### Raccolte
- L'ultima astronave (The Last Space Ship, Fell, 1949). Ed.it. Urania n.307, Mondadori, 1963
  - The Boomerang Circuit, Thrilling Wonder Stories, giugno 1947
  - The Disciplinary Circuit, Thrilling Wonder Stories, inverno 1946
  - The Manless Worlds, Thrilling Wonder Stories, febbraio 1947

- Sidewise in Time, Shasta Publishers, 1950.
  - Bivi nel tempo (Sidewise in Time, Astounding, giugno 1934); Urania n.52, Arnoldo Mondadori Editore, 1954
  - Proxima Centauri (Proxima Centauri, Astounding, marzo 1935); Al di là di Plutone in Bivi nel tempo, Urania n.52, Arnoldo Mondadori Editore, 1954
  - Un Logico chiamato Joe (A Logic Named Joe [come Will F. Jenkins], Astounding, marzo 1946); come Onora il Logico tuo, traduzione di Hilia Brinis, in Ritorno perduto, Gamma 27 anno quarto, Edizioni dello Scorpione, 1968
  - De Profundis (De Profundis, Thrilling Wonder Stories, inverno 1945); traduzione di Giampaolo Cossato e Sandro Sandrelli, ne Le grandi storie della fantascienza 7 (1945), Le Grandi Storie della Fantascienza, SIAD Edizioni, 1983
  - Il dimostratore della Quarta dimensione (The Fourth-Dimensional Demonstrator, Astounding, dicembre 1935); traduzione di Luigi Cozzi, in [Mathematica], Nova SF* a. XIV n. 41, Libra Editrice, 1980
  - Il potere (The Power, Astounding, settembre 1945); come L'entità, traduzione di Gabriele Tamburini, ne La fantascienza delle origini, Robot Speciale 1, Armenia Editore, 1976

- Il pianeta dimenticato (The Forgotten Planet, Gnome Press, 1954). Ed.it. Urania n.88, Mondadori, 1955
  - The Mad Planet, Argosy, giugno 12, 1920
  - The Red Dust, Argosy All-Story Weekly, 2 aprile 1921
  - Nightmare Planet, Science-Fiction Plus, 12 giugno 1952

- Costante solare (Colonial Survey, Gnome Press, 1957; noto anche come The Planet Explorer); Urania n.182, Arnoldo Mondadori Editore, 1958
  - Il punto critico o Il ghiaccio (Solar Constant, Astounding, luglio 1956 come Critical Difference)
  - La sabbia (Sand Doom, Astounding, dicembre 1955)
  - Squadra d'esplorazione (Combat Team, Astounding, marzo 1956 come Exploration Team); traduzione di Gian Luigi Gonano, in Gamma tre anno primo volume primo, Edizioni Gamma, 1965. [non incluso nell'edizione italiana della raccolta]
  - La palude (The Swamp Was Upside Down, Astounding, settembre 1956)

- L'uomo che vedeva gli atomi o L'avventura delle sette lune (Out of This World, Avalon, 1958); Urania n.217, Arnoldo Mondadori Editore, 1959
  - The Deadly Dust [come William Fitzgerald], Thrilling Wonder Stories, agosto 1947
  - The Gregory Circle [come William Fitzgerald], Thrilling Wonder Stories, aprile 1947
  - The Nameless Something [come William Fitzgerald], Thrilling Wonder Stories, giugno 1947

- Monsters and Such, Avon, 1959.
  - The Castaway, Argosy, settembre 1946
  - De Profundis (De Profundis, Thrilling Wonder Stories, inverno 1945); traduzione di Giampaolo Cossato e Sandro Sandrelli, ne Le grandi storie della fantascienza 7 (1945), Le Grandi Storie della Fantascienza, SIAD Edizioni, 1983
  - Quando si è un Moklin (If You Was a Moklin, Galaxy, settembre 1951); in Visto Anno V n.33, 1956
  - Il pianeta solitario (The Lonely Planet, Thrilling Wonder Stories, dicembre 1949);  Traduzione di [Giampaolo Cossato e Sandro Sandrelli], in Storie dello spazio esterno, Grandi Opere Nord 8, Editrice Nord, 1982
  - Nobody Saw the Ship, Future, maggio–giugno 1950
  - Proxima Centauri (Proxima Centauri, Astounding, marzo 1935); Al di là di Plutone in Bivi nel tempo, Urania n.52, Arnoldo Mondadori Editore, 1954
  - Il transumano (The Trans-Human, Science-Fiction Plus, dicembre 1953); traduzione di M. Cristina Pietri, ne I guerrieri delle galassie, Grandi Opere Nord n.12, Editrice Nord, 1986
- Twists in Time, Avon, 1960.
  - La stella vagabonda (Rogue Star, prima pubblicazione); come La Stella Nera, traduzione di Stefano Torossi, ne I tre della Stella Nera, Urania n.418, Arnoldo Mondadori Editore, 1966
  - Dear Charles, Fantastic, maggio 1953
  - Città morta (Dead City, Thrilling Wonder Stories, estate 1946, come Malignant Marauder); traduzione di Stefano Torossi, ne I tre della Stella Nera, Urania n.418, Arnoldo Mondadori Editore, 1966
  - Sam, This Is You, Galaxy, maggio 1955
  - Nello stesso preciso momento o L'altro adesso (The Other Now, Galaxy, marzo 1951); Nello stesso preciso momento, Urania n.2, Arnoldo Mondadori Editore, 1952
  - Il dimostratore della Quarta dimensione (The Fourth-Dimensional Demonstrator, Astounding, dicembre 1935); traduzione di Luigi Cozzi, in [Mathematica], Nova SF* a. XIV n. 41, Libra Editrice, 1980
  - The End, Thrilling Wonder Stories, dicembre 1946

- The Aliens, Berkley, marzo 1960; in appendice a Urania nn.287-291, Arnoldo Mondadori Editore, 1962
  - Gli "altri" (The Aliens, Astounding, agosto 1959); in appendice a Fossa d'isolamento, Urania n.290, Arnoldo Mondadori Editore, 1962
  - Il fuggiasco (Fugitive From Space, Amazing Stories, maggio 1954); come Il "fuggiasco", traduzione di Eugenio Gaglia e Anna Maria Valente, in appendice a Le navi di Pavlov, Urania n.291, Arnoldo Mondadori Editore, 1962
  - Le perle nuziali (Anthopological Note, Fantasy and Science Fiction, aprile 1957); in appendice a Il vento dal nulla, Urania n.288, Arnoldo Mondadori Editore, 1962
  - Il pianeta degli alberi-burla (The Skit-Tree Planet, Thrilling Wonder Stories, aprile 1947 come Skit-Tree Planet); in appendice a L'asteroide abbandonato, Urania n.289, Arnoldo Mondadori Editore, 1962
  - Sceso per un filo (Thing from the Sky, prima pubblicazione); in appendice a Strisciava sulla sabbia, Urania n.287, Arnoldo Mondadori Editore, 1962

- Un dottore fra le stelle (Doctor to the Stars, Pyramid, marzo 1964); I Romanzi del Cosmo n.154, Ponzoni Editore, 1964
  - La guerra dei nonni (The Grandfathers' War, Astounding, ottobre 1957)
  - L'uomo della nave medica (Med Ship Man, Galaxy, ottobre 1963)
  - Tallien Terzo (Tallien Three, Analog, agosto 1963 come The Hate Disease)

- S.O.S. da tre mondi (S.O.S. from Three Worlds, Ace, 1966); Slan. Il Meglio della Fantascienza n. 45, Libra Editrice, 1979
  - Epidemia su Kryder-II (Plague on Kryder II, Analog, dicembre 1964)
  - Il nastro nel cielo (Ribbon in the Sky, Astounding, giugno 1957)
  - Il mondo in quarantena (Quarantine World, Analog, novembre 1966)

- Get Off My World!, Belmont, aprile 1966.
  - Second Landing, Thrilling Wonder Stories, inverno 1954
  - White Spot, Startling Stories, estate 1955
  - Planet of Sand, Famous Fantastic Mysteries, febbraio 1948

- The Best of Murray Leinster, Corgi, 1976, a cura di Brian Davis.
  - Time to Die, Astounding, gennaio 1947
  - Le Equazioni Etiche (The Ethical Equations, Astounding, giugno 1945). Ed, it. Pericolo dallo spazio, in Scienza Fantastica Vol. I-N. 3, Scienza Fantastica Vol. I-N. 3, Editrice Krator, 1952
  - Simbiosi (Symbiosis, Collier's, 14 giugno 1947); traduzione di Daniela Rossi, ne Lo strano caso di John Kingman, Classici Urania n.162, Arnoldo Mondadori Editore, 1990
  - Interference, Astounding, ottobre 1945
  - De Profundis (De Profundis, Thrilling Wonder Stories, inverno 1945); traduzione di Giampaolo Cossato e Sandro Sandrelli, ne Le grandi storie della fantascienza 7 (1945), Le Grandi Storie della Fantascienza, SIAD Edizioni, 1983
  - Astrovia per Plutone (Pipeline to Pluto, Astounding, agosto 1945); come Condotto per Plutone, traduzione di [Roberta Rambelli], in Storie dello spazio interno, Grandi Opere Nord 7, Editrice Nord, 1981
  - Sam, This Is You, Galaxy, maggio 1955
  - The Devil of East Lupton, Thrilling Wonder Stories, agosto 1948 come The Devil of East Lupton, Vermont
  - Lavoro d'intaglio (Scrimshaw, Astounding, settembre 1955); traduzione di Lella Moruzzi, ne [La signora della luce], Nova SF* a. XX (XXXVIII) n. 67 (109), Perseo Libri, 2004
  - Quando si è un Moklin (If You Was a Moklin, Galaxy, settembre 1951); in Visto Anno V n.33, 1956

- Lo strano caso di John Kingman (The Best of Murray Leinster, Del Rey, aprile 1978), a cura di John J. Pierce. Ed it. Classici Urania n.162, Arnoldo Mondadori Editore, 1990
  - Bivi nel tempo (Sidewise in Time, Astounding, giugno 1934)
  - Proxima Centauri (Proxima Centauri, Astounding, marzo 1935); Al di là di Plutone in Bivi nel tempo, Urania n.52, Arnoldo Mondadori Editore, 1954
  - Il dimostratore della Quarta dimensione (The Fourth-Dimensional Demonstrator, Astounding, dicembre 1935); traduzione di Luigi Cozzi, in [Mathematica], Nova SF* a. XIV n. 41, Libra Editrice, 1980
  - Primo contatto (First Contact, Astounding, maggio 1945); traduzione di Ugo Malaguti, in [Primo contatto], Nova SF* a. IX n. 30, Libra Editrice, 1975
  - Le Equazioni Etiche (The Ethical Equations, Astounding, giugno 1945). Ed, it. Pericolo dallo spazio, in Scienza Fantastica Vol. I-N. 3, Scienza Fantastica Vol. I-N. 3, Editrice Krator, 1952
  - Astrovia per Plutone (Pipeline to Pluto, Astounding, agosto 1945); come Condotto per Plutone, traduzione di [Roberta Rambelli], in Storie dello spazio interno, Grandi Opere Nord 7, Editrice Nord, 1981
  - Il potere (The Power, Astounding, settembre 1945); come L'entità, traduzione di Gabriele Tamburini, ne La fantascienza delle origini, Robot Speciale 1, Armenia Editore, 1976
  - Un Logico chiamato Joe (A Logic Named Joe [come Will F. Jenkins], Astounding, marzo 1946); come Onora il Logico tuo, traduzione di Hilia Brinis, in Ritorno perduto, Gamma 27 anno quarto, Edizioni dello Scorpione, 1968
  - Simbiosi (Symbiosis, Collier's, 14 giugno 1947)
  - Lo strano caso di John Kingman (The Strange Case of John Kingman, Astounding, maggio 1948)
  - Il pianeta solitario (The Lonely Planet, Thrilling Wonder Stories, dicembre 1949);  Traduzione di [Giampaolo Cossato e Sandro Sandrelli], in Storie dello spazio esterno, Grandi Opere Nord 8, Editrice Nord, 1982
  - Nobody Saw the Ship, Future, maggio–giugno 1950
  - Il buco della serratura (Keyhole, Thrilling Wonder Stories, dicembre 1951); traduzione di Mario Galli, in Contatto col nemico, Urania n.359, Arnoldo Mondadori Editore, 1964
  - Il punto critico o Il ghiaccio (Critical Difference, Astounding, luglio 1956; noto anche come Solar Constant); in Costante solare, Urania n.182, Arnoldo Mondadori Editore, 1958

- The Med Series, Ace, maggio 1983.
  - L'arma mutante (The Mutant Weapon, Ace, 1959; apparso originariamente come Med Service in Astounding, agosto 1957); Altair Fantascienza n.3, Editrice Il Picchio, 1976
  - Plague on Kryder II, Analog, dicembre 1964
  - Il nastro nel cielo (Ribbon in the Sky, Astounding, giugno 1957)
  - Il mondo in quarantena (Quarantine World, Analog, novembre 1966)
  - Il mondo proibito (This World is Taboo, Ace, 1961; apparso originariamente come Pariah Planet in Amazing Stories, luglio 1961); Saturno. Collana di fantascienza n.13, Libra Editrice, 1978

- First Contacts: The Essential Murray Leinster, a cura di Joe Rico, NESFA, 1998.
  - Un Logico chiamato Joe (A Logic Named Joe [come Will F. Jenkins], Astounding, marzo 1946); come Onora il Logico tuo, traduzione di Hilia Brinis, in Ritorno perduto, Gamma 27 anno quarto, Edizioni dello Scorpione, 1968
  - Quando si è un Moklin (If You Was a Moklin, Galaxy, settembre 1951); in Visto Anno V n.33, 1956
  - Le Equazioni Etiche (The Ethical Equations, Astounding, giugno 1945). Ed, it. Pericolo dallo spazio, in Scienza Fantastica Vol. I-N. 3, Scienza Fantastica Vol. I-N. 3, Editrice Krator, 1952
  - Il buco della serratura (Keyhole, Thrilling Wonder Stories, dicembre 1951); traduzione di Mario Galli, in Contatto col nemico, Urania n.359, Arnoldo Mondadori Editore, 1964
  - Il giorno del giudizio è rimandato (Doomsday Deferred, The Saturday Evening Post, 24 settembre 1949); traduzione di Lella Moruzzi, ne [I giorni di turchese], Nova SF* a. XXII (XL) n. 75 (117), Perseo Libri, 2006
  - Primo contatto (First Contact, Astounding, maggio 1945); traduzione di Ugo Malaguti, in [Primo contatto], Nova SF* a. IX n. 30, Libra Editrice, 1975
  - Nobody Saw the Ship, Future, maggio–giugno 1950
  - Astrovia per Plutone (Pipeline to Pluto, Astounding, agosto 1945); come Condotto per Plutone, traduzione di [Roberta Rambelli], in Storie dello spazio interno, Grandi Opere Nord 7, Editrice Nord, 1981
  - Il pianeta solitario (The Lonely Planet, Thrilling Wonder Stories, dicembre 1949);  Traduzione di [Giampaolo Cossato e Sandro Sandrelli], in Storie dello spazio esterno, Grandi Opere Nord 8, Editrice Nord, 1982
  - Nobody Saw the Ship, Future, maggio–giugno 1950
  - De Profundis (De Profundis, Thrilling Wonder Stories, inverno 1945); traduzione di Giampaolo Cossato e Sandro Sandrelli, ne Le grandi storie della fantascienza 7 (1945), Le Grandi Storie della Fantascienza, SIAD Edizioni, 1983
  - Il potere (The Power, Astounding, settembre 1945); come L'entità, traduzione di Gabriele Tamburini, ne La fantascienza delle origini, Robot Speciale 1, Armenia Editore, 1976
  - The Castaway, Argosy, settembre 1946
  - Lo strano caso di John Kingman (The Strange Case of John Kingman, Astounding, maggio 1948)
  - Proxima Centauri (Proxima Centauri, Astounding, marzo 1935); Al di là di Plutone in Bivi nel tempo, Urania n.52, Arnoldo Mondadori Editore, 1954
  - Il dimostratore della Quarta dimensione (The Fourth-Dimensional Demonstrator, Astounding, dicembre 1935); traduzione di Luigi Cozzi, in [Mathematica], Nova SF* a. XIV n. 41, Libra Editrice, 1980
  - Sam, This Is You, Galaxy, maggio 1955
  - Bivi nel tempo (Sidewise in Time, Astounding, giugno 1934)
  - Lavoro d'intaglio (Scrimshaw, Astounding, settembre 1955); traduzione di Lella Moruzzi, ne [La signora della luce], Nova SF* a. XX (XXXVIII) n. 67 (109), Perseo Libri, 2004
  - Simbiosi (Symbiosis, Collier's, 14 giugno 1947); traduzione di Daniela Rossi, ne Lo strano caso di John Kingman, Classici Urania n.162, Arnoldo Mondadori Editore, 1990
  - Cure for Ylith, Startling Stories, novembre 1949
  - Epidemia su Kryder-II (Plague on Kryder II, Analog, dicembre 1964)
  - Squadra d'esplorazione (Combat Team, Astounding, marzo 1956 come Exploration Team); traduzione di Gian Luigi Gonano, in Gamma tre anno primo volume primo, Edizioni Gamma, 1965.
  - The Great Catastrophe, prima edizione
  - To All Fat Policemen, prima edizione

- Med Ship, a cura di Eric Flint and Guy Gordon, Baen, giugno 2002.
  - L'uomo della nave medica (Med Ship Man, Galaxy, ottobre 1963)
  - Epidemia su Kryder-II (Plague on Kryder II, Analog, dicembre 1964)
  - L'arma mutante (The Mutant Weapon, Ace, 1959; apparso originariamente come Med Service in Astounding, agosto 1957); Altair Fantascienza n.3, Editrice Il Picchio, 1976
  - Il nastro nel cielo (Ribbon in the Sky, Astounding, giugno 1957)
  - Tallien Terzo (Tallien Three, Analog, agosto 1963 come The Hate Disease)
  - Il mondo in quarantena (Quarantine World, Analog, novembre 1966)
  - La guerra dei nonni (The Grandfathers' War, Astounding, ottobre 1957)
  - Il mondo proibito (This World is Taboo, Ace, 1961; apparso originariamente come Pariah Planet in Amazing Stories, luglio 1961); Saturno. Collana di fantascienza n.13, Libra Editrice, 1978

- Planets of Adventure, a cura di Eric Flint e Guy Gordon, Baen, ottobre 2003.
  - Il pianeta dimenticato (The Forgotten Planet, Ace, 1954). Ed.it. Urania n.88, Mondadori, 1955
    - The Mad Planet, Argosy, giugno 12, 1920
    - The Red Dust, Argosy, aprile 2, 1921
    - Nightmare Planet, Argosy, giugno 12, 1952

  - Costante solare, Urania n.182, Arnoldo Mondadori Editore, 1958 (The Planet Explorer; noto anche come Colonial Survey)
    - Il punto critico o Il ghiaccio (Critical Difference, Astounding, luglio 1956; noto anche come Solar Constant).
    - La sabbia (Sand Doom, Astounding, dicembre 1955)
    - Squadra d'esplorazione (Combat Team, Astounding, marzo 1956 come Exploration Team); traduzione di Gian Luigi Gonano, in Gamma tre anno primo volume primo, Edizioni Gamma, 1965
    - La palude (The Swamp Was Upside Down, Astounding, settembre 1956)

  - Le perle nuziali (Anthopological Note, Fantasy and Science Fiction, aprile 1957); in appendice a Il vento dal nulla, Urania n.288, Arnoldo Mondadori Editore, 1962
  - Lavoro d'intaglio (Scrimshaw, Astounding, settembre 1955); traduzione di Lella Moruzzi, ne [La signora della luce], Nova SF* a. XX (XXXVIII) n. 67 (109), Perseo Libri, 2004
  - Assignment on Pasik, Thrilling Wonder Stories, febbraio 1949
  - Regulations, Thrilling Wonder Stories, agosto 1948
  - Il pianeta degli alberi-burla (The Skit-Tree Planet, Thrilling Wonder Stories, aprile 1947 come Skit-Tree Planet); in appendice a L'asteroide abbandonato, Urania n.289, Arnoldo Mondadori Editore, 1962

- A Logic Named Joe, a cura di Eric Flint e Guy Gordon, Baen, giugno 2005.
  - Un Logico chiamato Joe (A Logic Named Joe [come Will F. Jenkins], Astounding, marzo 1946); come Onora il Logico tuo, traduzione di Hilia Brinis, in Ritorno perduto, Gamma 27 anno quarto, Edizioni dello Scorpione, 1968
  - Dear Charles, Fantastic, maggio 1953
  - Gateway to Elsewhere, Ace, 1954; apparso originariamente come Journey to Barkut su Startling Stories, gennaio 1952.
  - The Duplicators, Ace, 1964; apparso originariamente come Lord of the Uffts in Worlds of Tomorrow, febbraio 1964.
  - Il dimostratore della Quarta dimensione (The Fourth-Dimensional Demonstrator, Astounding, dicembre 1935); traduzione di Luigi Cozzi, in [Mathematica], Nova SF* a. XIV n. 41, Libra Editrice, 1980
  - The Pirates of Zan, Ace, 1959; apparso originariamente a puntate come The Pirates of Ersatz su Astounding, febbraio - aprile 1959.

- The Runaway Skyscraper and Other Tales from the Pulps, Wildside Press, agosto 2007.
  - Il grattacielo impazzito (The Runaway Skyscraper, Argosy, 22 febbraio 1919); come La fuga del grattacielo, traduzione di Roberta Rambelli, in Terre pericolose. La fantascienza catastrofica 1919/1979, Enciclopedia della Fantascienza 5, Fanucci Editore, 1980
  - The Gallery Gods, Argosy, agosto 21, 1920
  - The Street of Magnificent Dreams, Argosy, 5 agosto 1922
  - Nerve, Argosy, 4 giugno 1921
  - Stories of the Hungry Country: The Case of the Dona Clotilde
  - Morale, Astounding, dicembre 1931
  - Grooves, Argosy, 12 ottobre 1918
  - Footprints in the Snow, All Story Weekly, 7 giugno 1919

### Altri racconti pubblicati in italiano
- Sacerdote degli Astri (From Beyond the Stars, 1947); (1ª puntata) in appendice a Il falco degli spazi, Urania n.36, Arnoldo Mondadori Editore, 1954; (2ª puntata) in appendice a L'uomo che non poteva morire, Urania n. 37, Arnoldo Mondadori Editore, 1954
- Esodo spaziale (Doctor, 1961); traduzione di Renata Forti, in Galaxy n.68 Anno VII-N. 1, Casa Editrice La Tribuna, 1964
- Usi e costumi dei Thrid (Manners and Customs of the Thrid, 1963); traduzione di Beata Della Frattina, ne I traditori e altri racconti, Urania n.336, Arnoldo Mondadori Editore, 1964
- La caduta [4° Cap. L'intesa] (The Covenant, 1960); storia scritta assieme a Poul Anderson, Isaac Asimov, Robert Sheckley e Robert Bloch; in Patto col tempo, Collana Gamma 15 anno terzo, Edizioni dello Scorpione, 1967
- I lavoratori di Dorade (A Planet Like Heaven, 1966); traduzione di Bianca Russo, ne La sposa n. 91, Urania n.490, Arnoldo Mondadori Editore, 1968
- Situazione difficile (Tight Place, 1945); traduzione di Roberta Rambelli, in Porte sul futuro. Storia e antologia delle riviste di fantascienza 1926-1945, Enciclopedia della Fantascienza 2, Fanucci Editore, 1978
- Incontri notturni (Night Drive, 1950); traduzione di Guido Zurlino, in Horroriana, Biblioteca di Fantasy & Horror n.2, Arnoldo Mondadori Editore, 1979
- Il viaggio (The Journey, 1953); ne Le Astronavi, Grande Enciclopedia della Fantascienza I.1, Editoriale Del Drago, 1980
- La storia di Rod Cantrell (The Story of Rod Cantrell, 1954); traduzione di Anna Rita Guarnieri, ne La Galassia Nera, Slan. Il Meglio della Fantascienza n.60, Libra Editrice, 1981
- Le piante (The Plants, 1946); traduzione di [Giampaolo Cossato e Sandro Sandrelli], in Storie dello spazio esterno, Grandi Opere Nord 8, Editrice Nord, 1982
- Il capo (The Leader, 1960); traduzione di Roberta Rambelli, ne I mutanti, Grandi Opere Nord 9, Editrice Nord, 1983
- Il discepolo del Diavolo (Devil's Henchman, 1952); traduzione di Ornella Ranieri Davide e Marta Simonetti, in Streghe, I Magici Mondi Asimov 6, Fanucci Editore, 1989
- La più vecchia storia del mondo (The Oldest Story in the World, 1925); traduzione di Maria Grazia Fiore e Gianni Pilo, ne Il mondo di Fessenden, Il Meglio di Weird Tales n.21, Fanucci Editore, 1990
- Il disastro del Corianis (The Corianis Disaster, 1960); traduzione di Maurizio Cesari, in [Naufragio tra le stelle], Nova SF* a. XII (XXX) n. 27 (69), Perseo Libri, 1996
- La Terra in pericolo (Things Pass By, 1945); traduzione di Manuela McMillen, in [La Terra è in pericolo], Nova SF* a. XV (XXXIII) n. 36 (78), Perseo Libri, 1999
- L'astrologo della regina (The Queen's Astrologer, 1949); traduzione di Lella Moruzzi, ne [La spada del domani], Nova SF* a. XVI (XXXIV) n. 41 (83), Perseo Libri, 2000
- Questa stella sarà libera (This Star Shall Be Free, 1949); traduzione di Lella Moruzzi, in [Storie della vecchia Terra], Nova SF* a. XVI (XXXIV) n. 42 (84), Perseo Libri, 2000
- Una questione di prestigio (A Matter of Importance, 1959); traduzione di Lella Moruzzi, in [Universi di Alieni], Nova SF* a. XVI (XXXIV) n. 45 (87), Perseo Libri, 2000
- Il giorno dei deepies (The Day of the Deepies, 1947); traduzione di Manuela McMillen, in [Sulla via delle stelle], Nova SF* a. XVII (XXXV) n. 50 (92), Perseo Libri, 2001
- A metà della settimana successiva alla prossima (The Middle of the Week After Next, 1952); traduzione di Lella Moruzzi, ne [I signori del mattino], Nova SF* a. XIX (XXXVII) n. 60 (102), Perseo Libri, 2003